# كييل فانغن
كييل فانغن (بالنرويجية البوكمول: Kjell Wangen)‏ هو لاعب كرة قدم نرويجي، ولد في 24 يناير 1942 في أوسلو في النرويج، وتوفي بنفس المكان في 16 مايو 2019. شارك مع منتخب النرويج تحت 19 سنة لكرة القدم ومنتخب النرويج تحت 21 سنة لكرة القدم ومنتخب النرويج لكرة القدم. أما مع النوادي، فقد لعب مع نادي شايد.

## وصلات خارجية
- كييل فانغن على موقع اتحاد النرويج (النرويجية)
- كييل فانغن على موقع قاعدة بيانات كرة القدم.إي يو (الإنجليزية)
- كييل فانغن على موقع عالم كرة القدم.نت (الإنجليزية)